# IC 5355
IC 5355 — галактика типу SBc у сузір'ї Андромеда.
Цей об'єкт міститься в оригінальній редакції індексного каталогу.